# Allosso
 Allosso è una città e sottoprefettura della Costa d'Avorio appartenente al dipartimento di Alépé. Conta una popolazione di 12 703 abitanti (censimento 2014).